# Kingdom Hospital
Kingdom Hospital är en amerikansk TV-serie från 2004 med manus av Stephen King, baserad på den danska TV-serien Riket av Lars von Trier. Både von Trier och King agerade producenter i projektet. Regissör till Kingdom Hospital är Craig R. Baxley.
Kingdom Hospital började visas i Sverige våren 2006 på TV6.

## Lista över seriens avsnitt
Serien består av 13 avsnitt, samtliga finns utgivna på DVD:
1. Thy Kingdom Come
2. Death's Kingdom
3. Goodbye Kiss
4. The West Side of Midnight
5. Hook's Kingdom
6. The Young and the Headless
7. Black Noise
8. Heartless
9. Butterfingers
10. The Passion of Reverend Jimmy
11. Seizure Day
12. Shoulda' stood in Bed
13. Finale

- Längd: Alla episoder utom den första och sista är cirka 40 minuter långa.

## Handling
Det fiktiva sjukhuset Kingdom Hospital ligger i Lewiston, Maine, byggd på platsen för en fabrik som tillverkade militäruniformer under det amerikanska inbördeskriget. Det tidigare sjukhuset "Old Kingdom" byggd på samma plats brann ner. Det nya sjukhuset är känd som "New Kingdom". Patienterna på sjukhuset upplever olika övernaturliga fenomen.

## Rollista i urval
- Andrew McCarthy - Dr. Hook
- Bruce Davison - Dr. Stegman
- Diane Ladd - Sally Druse
- Jack Coleman - Peter Rickman
- Julian Richings - Otto
- Ed Begley Jr. - Dr. Jesse James
- Kett Turton - Antubis (röst)/ Paul